# Soudouré
Soudouré (auch: Soudouré Djerma, Soudouré Zarma Béné) ist ein Dorf im Arrondissement Niamey I der Stadt Niamey in Niger.

## Geographie
Das von einem traditionellen Ortsvorsteher (chef traditionnel) geleitete Dorf befindet sich am Fluss Niger im Westen des ländlichen Gebiets von Niamey I. Zu den umliegenden Siedlungen zählen das Dorf Soudouré Gorou im Norden, das Dorf Tondi Koirey im Nordwesten und das Dorf Tondibiah im Südosten. Bei Soudouré mündet das zwölf Kilometer lange Trockental Soudouré Gorou in den Niger.

## Geschichte
Soudouré gehörte bis Ende des 20. Jahrhunderts zum Kanton Karma im Arrondissement Kollo, bis es in Niamey eingemeindet wurde. Bei schweren Überschwemmungen infolge von starken Regenfällen am 7. August 2018 wurden mehr als 50 Häuser im Dorf überflutet. Mehr als 300 Einwohner wurden obdachlos.

## Bevölkerung
Bei der Volkszählung 2012 hatte Soudouré 2300 Einwohner, die in 300 Haushalten lebten. Bei der Volkszählung 2001 betrug die Einwohnerzahl 1208 in 154 Haushalten und bei der Volkszählung 1988 belief sich die Einwohnerzahl auf 754 in 99 Haushalten.

## Wirtschaft und Infrastruktur
Die Mittelschule Collège d’enseignement général de Soudouré (CEG Soudouré) besteht seit dem Jahr 2002.

## Persönlichkeiten
Das Dorf ist der Geburtsort der rivalisierenden Politiker Hamani Diori (1916–1989), des ersten Staatspräsidenten Nigers, und Djibo Bakary (1922–1998), des ersten Bürgermeisters Niameys. Beide Männer sind in Soudouré bestattet. Auch Hamani Dioris Sohn Abdoulaye Hamani Diori (1945–2011) wurde hier begraben.